# Honda CBR 1100XX Blackbird
CBR 1100XX Blackbird – motocykl firmy Honda zaprezentowany w roku 1996. Tym modelem firma Honda zdetronizowała Kawasaki w sektorze motocykli sportowych w klasie powyżej jednego litra (1137 cm ³) gdzie w latach 1990-1996 przewodził szybki i ciężki model Kawasaki ZZR-1100 (ZX-11). Podczas premiery na torze we Francji pojawił się wielki motocykl firmy Honda prowadzony przez Paula Ricarda, stało się jasne, że model ten nie na darmo nosi nazwę szpiegowskiego samolotu Blackbird z firmy Lockheed. W chwili debiutu był to najmocniejszy i najszybszy motocykl sportowy świata.
W budowie motocykla zastosowano czterocylindrowy silnik rzędowy z 16-zaworami, mający szereg podobieństw i rozwiązań wspólnych z mniejszą jednostką firmy montowaną w lekkim modelu CBR900RR FireBlade. Przy tym silnik stosowany w XX podobnie jak w CBR FireBlade jest przy tym lekki i zwarty.
Drugim czynnikiem, który firma musiała uwzględnić w swoich staraniach w osiągnięciu dużej prędkości maksymalnej, była aerodynamiczna konstrukcja motocykla. Od dużego błotnika przedniego i wówczas niezwykłego reflektora, poprzez obłe osłony po bardzo elegancki tył, model Blackbird został tak ukształtowany, aby z łatwością przecinał powietrze. Ostatnia wersja motocykla, która pojawiła się w 1999 roku zyskała na modernizacji. Od 1999 roku montowany był system wtrysku paliwa PGM-FI, który zastąpił po 3 latach produkcji przestarzałe wcześniej gaźniki i skorygował charakterystykę mocy silnika. Dwa wloty powietrza, umieszczone pod reflektorem, prowadzą do uszczelnionego chwytu powietrza kierowanego do silnika. W tym miejscu była umieszczona wcześniej chłodnica oleju.
Ale nie tylko moc silnika i prędkość maksymalna spowodowały sukces firmy Honda. Firmie udało się zapewnić pełną wygodę dla dwóch osób i dostarczyć bardzo dobre wyposażenie o najwyższej jakości, co sprawiło, że Blackibird jest bardzo udanym i cenionym motocyklem przeznaczony do szybkiej sportowej i kulturalnej turystyki.
Pomimo znacznej masy, dobre zawieszenie motocykla powoduje dobre prowadzenie się w zakrętach.
W modelu CBR 1100XX Blackbird zastosowano także nowy rewolucyjny system CBS, którego działanie polegało na naciśnięciu dźwigni hamulca przedniego, który powodował także zadziałanie hamulca tylnego i odwrotnie.
Do dziś model Blackbird jest jednym z najlepszych produktów firmy Honda, jeśli chodzi o sportową-turystykę i ma to odbicie także w cenach motocykli używanych z lat 1996-2006.
| Model                             | Honda CBR 1100XX Blackbird                                                                               | Honda CBR 1100XX Blackbird                                                                               |
| Okres produkcji (od-do)           | 1996 do 1999                                                                                             | 1999 do 2006                                                                                             |
| Silnik                            | Chłodzony cieczą, 4-suwowy 16-zaworowy DOHC, rzędowy czterocylindrowy                                    | Chłodzony cieczą, 4-suwowy 16-zaworowy DOHC, rzędowy czterocylindrowy                                    |
| System paliwowy                   | Gaźniki Keihin 4x42mm                                                                                    | Elektoroniczny Wtrysk PGM FI                                                                             |
| Otwór x skok                      | 79 mm | 79 mm |
| Kompresja                         | 11.0:1                                                                                                   | 11.0:1                                                                                                   |
| Pojemność skokowa (kW)            | 1137 cm³                                                                                                 | 1137 cm³                                                                                                 |
| Moc maksymalna (kW)               | (120 kW) @ 10000 rpm                                                                                     | (112 kW) @ 10000 rpm                                                                                     |
| Moc maksymalna (KM)               | (164 KM) @ 10000 rpm                                                                                     | (152 KM) @ 10000 rpm                                                                                     |
| Maksymalny moment obrotowy        | 127 Nm @ 7250 rpm                                                                                        | 125 Nm @ 7300 rpm                                                                                        |
| Skrzynia biegów                   | 6 biegowa sekwencyjna                                                                                    | 6 biegowa sekwencyjna                                                                                    |
| Napęd końcowy                     | łańcuch                                                                                                  | łańcuch                                                                                                  |
| Prędkość maksymalna               | 286 km/h                                                                                                 | 283 km/h                                                                                                 |
| Przyśpieszenie 0–100 km/h (s)     | 2,9 s | 3,0 s |
| Przyśpieszenie 0–200 km/h (s)     | 9,0 s | 9,1 s |
| Zużycia paliwa na 100 km (l)      | Minimalne (eco) - 5,69 l / Średnie - 6,73 l                                                              | Minimalne (eco) - 5,69 l / Średnie - 6,73 l                                                              |
| Zużycia paliwa na 100 km (l)      | Cykl miejski - max. 8,95 l                                                                               | |
| Układ hamulcowy                   | Przód: Podwójna tarcza, Ø 310 mm, trzytłoczkowy zacisk Pojedyncza tarcza, Ø 256 mm, trzytłoczkowy zacisk | Przód: Podwójna tarcza, Ø 310 mm, trzytłoczkowy zacisk Pojedyncza tarcza, Ø 256 mm, trzytłoczkowy zacisk |
| Rama                              | Aluminiowa                                                                                               | Aluminiowa                                                                                               |
| Wysokość siedziska (mm)           | 810 mm                                                                                                   | 810 mm                                                                                                   |
| Długość (mm)                      | 2160 mm                                                                                                  | 2160 mm                                                                                                  |
| Szerokość (mm)                    | 720 mm                                                                                                   | 720 mm                                                                                                   |
| Rozstaw osi (mm)                  | 1170 mm                                                                                                  | 1170 mm                                                                                                  |
| Wysokość (mm)                     | 1490 mm                                                                                                  | 1490 mm                                                                                                  |
| Pojemność zbiornika paliwa (l)    | 22 | 24 |
| Ogumienie (mm)                    | Przód: 120/70 ZR17 Tył: 180/55 ZR17                                                                      | Przód: 120/70 ZR17 Tył: 180/55 ZR17                                                                      |
| Masa własna (sucha) (kg)          | 223 kg                                                                                                   | 223 kg                                                                                                   |
| Masa własna zalanego płynami (kg) | 257 kg                                                                                                   | 257 kg                                                                                                   |